# 1955 p.n.e.
| [ Edytuj tabelę ] |                                       |
| Władca Egiptu     | - 1976 p.n.e. Amenemhat I 1947 p.n.e. |

Rok 1955 p.n.e.
stulecia: XXI wiek p.n.e. ~
XX wiek p.n.e. ~
XIX wiek p.n.e.

lata: 1965 p.n.e. «
1959 p.n.e. «
1958 p.n.e. «
1957 p.n.e. «
1956 p.n.e. «
1955 p.n.e. »
1954 p.n.e. »
1953 p.n.e. »
1952 p.n.e. »
1951 p.n.e. »
1945 p.n.e.

## Wydarzenia
Mezopotamia
- Zniszczenie Ur przez Amorytów i Elamitów[1].